# Anna Simeone
Anna Simeone – polska ilustratorka.
Skończyła studia polonistyczne na Uniwersytecie Gdańskim. Współpracuje z wydawnictwami w Polsce (Wydawnictwo Olesiejuk, Zielona Sowa, Wilga, Publicat, Operon) i we Włoszech (Edizioni EL oraz Giunti Editore).

## Współpraca
- W lesie i na łące, Firma Księgarska Olesiejuk 2022, ISBN 978-83-274-9908-0
- Ptasie radio, Julian Tuwim, Wydawnictwo Wilga 2022, ISBN 978-83-280-9440-6
- W aeroplanie, Julian Tuwim, Wydawnictwo Wilga 2022, ISBN 978-83-280-9185-6
- Kosmos, Monika Kalinowska, Firma Księgarska Olesiejuk 2022, ISBN 978-83-274-9980-6
- Cień w błękicie, Dorota Suwalska, Wydawnictwo Zielona Sowa 2020, ISBN 978-83-8154-557-0
- Gucio na tropie zaginionej świnki morskiej, Małgorzata Kur 2020, ISBN 978-83-271-0449-6[4]  - pierwsza nagroda V Jubileuszowego Konkursu im. Astrid Lindgren[5]
- Troll z ulicy Lipowej. Tom 16, Katarzyna Szestak, Wydawnictwo Zielona Sowa 2017,   ISBN 978-83-8073-265-0
- Niebieski dywanik, Wanda Chotomska, Wydawnictwo Literatura,  ISBN 978-83-8208-193-0
- Sposób na koronaświrusa, Grażyna Bąkiewicz, Wydawnictwo Literatura  ISBN 978-83-8208-026-1
- Miś z długim ogonkiem, Beata Ostrowicka, Wydawnictwo Literatura  ISBN 978-83-7672-954-1
- O królu dębie i jego wspaniałym królestwie, Paulina Płatkowska, Wydawnictwo Literatura ISBN 978-83-7672-934-3
- O Chruptaku, który szukał szczęścia, Dominika Gałka, Wydawnictwo Literatura  ISBN 978-83-7672-897-1